# Xysticus auctificus
Xysticus auctificus är en spindelart som beskrevs av Eugen von Keyserling 1880. Xysticus auctificus ingår i släktet Xysticus och familjen krabbspindlar. Inga underarter finns listade i Catalogue of Life.